# Fußballsportverein Frankfurt 1899 1998-1999
Questa voce raccoglie le informazioni riguardanti il Fußballsportverein Frankfurt 1899 nelle competizioni ufficiali della stagione 1998-1999.

## Stagione
Nella stagione 1998-1999 il FSV Francoforte, allenato da Michael Blättel, concluse il campionato di Regionalliga sud al 15º posto.

## Rosa
| N. |                           | Ruolo | Calciatore               |
| -- | ------------------------- | ----- | ------------------------ |
|    | Germania (bandiera)       | P     | Rene Glasenhardt         |
|    | Germania (bandiera)       | P     | Jürgen Hoffelner         |
|    | Germania (bandiera)       | D     | Martin Bangert           |
|    | Germania (bandiera)       | D     | Jens Boehnke             |
|    | Rep. del Congo (bandiera) | D     | Cyrille-Pepin Donga      |
|    | Germania (bandiera)       | D     | Markus Gaubatz           |
|    | Germania (bandiera)       | D     | Carsten Hennig           |
|    | Croazia (bandiera)        | D     | Dragan Jakicevic         |
|    | Germania (bandiera)       | D     | Michael Klein            |
|    | Portogallo (bandiera)     | D     | Michael Pereira da Silva |
|    | Corea del Sud (bandiera)  | D     | Kyung-Hwan Park          |
|    | Germania (bandiera)       | D     | Dietmar Roth             |
|    | Germania (bandiera)       | D     | Thomas Timmermann        |
|    | Marocco (bandiera)        | C     | Mohamed Aberkane         |

| N. |                     | Ruolo | Calciatore         |
| -- | ------------------- | ----- | ------------------ |
|    | Italia (bandiera)   | C     | Antonio Castellino |
|    | Brasile (bandiera)  | C     | Elton da Costa     |
|    | Turchia (bandiera)  | C     | Mikayil Kabaca     |
|    | Germania (bandiera) | C     | Renato Levy        |
|    | Marocco (bandiera)  | C     | Youssef Mokhtari   |
|    | Romania (bandiera)  | C     | Roland Nagy        |
|    | Germania (bandiera) | C     | Oliver Schlögl     |
|    | Germania (bandiera) | C     | Stefan Scholl      |
|    | Germania (bandiera) | C     | Ronny Weimer       |
|    | Italia (bandiera)   | A     | Emanuele Giuliana  |
|    | Germania (bandiera) | A     | Frank Grimm        |
|    | Germania (bandiera) | A     | Dirk Ludwig        |
|    | Germania (bandiera) | A     | Andreas Rüppel     |
|    | Serbia (bandiera)   | A     | Zoran Vasiljević   |

## Organigramma societario
Area tecnica
- Allenatore: Michael Blättel
- Allenatore in seconda:
- Preparatore dei portieri:
- Preparatori atletici:
- Analisi video:

## Calciomercato

### Sessione estiva
| Acquisti | Acquisti         | Acquisti            | Acquisti |
| R.       | Nome             | da                  | Modalità |
| -------- | ---------------- | ------------------- | -------- |
| P        | Jürgen Hoffelner | VfB Unterliederbach |          |
| C        | Roland Nagy      | Magonza             |          |
| C        | Ronny Weimer     | Egelsbach           |          |

| Cessioni | Cessioni     | Cessioni        | Cessioni |
| R.       | Nome         | a               | Modalità |
| -------- | ------------ | --------------- | -------- |
| A        | Michael Guht | Wehen Wiesbaden |          |

### Sessione invernale
| Acquisti | Acquisti           | Acquisti                 | Acquisti |
| R.       | Nome               | da                       | Modalità |
| -------- | ------------------ | ------------------------ | -------- |
| C        | Antonio Castellino | Eintracht Francoforte II |          |
| D        | Kyung-Hwan Park    | Shonan Bellmare          |          |
| C        | Elton da Costa     | Inter de Santa Maria     |          |

| Cessioni | Cessioni | Cessioni | Cessioni |
| R.       | Nome     | a        | Modalità |
| -------- | -------- | -------- | -------- |

## Risultati

### Regionalliga sud

#### Girone di andata
| Arbitro: | Hufgard |

|                              |           |            |
| Mokhtari 79’ Ludwig 80’, 84’ | Marcatori | 27’ Müller |

| Arbitro: | Maisel |

|                                 |           |                         |
| Broß 36’ Sentürk 52’ Becker 63’ | Marcatori | 56’ (aut.) Streichsbier |

| 15 agosto 1998, ore 15:00 CEST 3ª giornata | FSV Francoforte | 1 – 3 | Kickers Offenbach |  |

| 23 agosto 1998, ore 15:00 CEST 4ª giornata | Bayern Monaco II | 7 – 1 | FSV Francoforte |  |

| 29 agosto 1998, ore 15:00 CEST 5ª giornata | FSV Francoforte | 1 – 1 | Reutlingen |  |

| 5 settembre 1998, ore 14:30 CEST 6ª giornata | Wehen | 3 – 1 | FSV Francoforte |  |

| 13 settembre 1998, ore 15:00 CEST 7ª giornata | FSV Francoforte | 2 – 3 | Wacker Burghausen |  |

| 19 settembre 1998, ore 15:00 CEST 8ª giornata | Schweinfurt 05 | 4 – 1 | FSV Francoforte |  |

| 26 settembre 1998, ore 14:30 CEST 9ª giornata | FSV Francoforte | 0 – 1 | Waldhof Mannheim |  |

| 3 ottobre 1998, ore 15:00 CEST 10ª giornata | Pfullendorf | 2 – 0 | FSV Francoforte |  |

| 11 ottobre 1998, ore 15:00 CEST 11ª giornata | FSV Francoforte | 2 – 2 | Stoccarda II |  |

| 17 ottobre 1998, ore 14:30 CEST 12ª giornata | Borussia Fulda | 2 – 0 | FSV Francoforte |  |

| 24 ottobre 1998, ore 14:30 CEST 13ª giornata | FSV Francoforte | 1 – 0 | Monaco 1860 II |  |

| 30 ottobre 1998, ore 15:00 CET 14ª giornata | Karlsruhe II | 3 – 3 | FSV Francoforte |  |

| 7 novembre 1998, ore 14:30 CET 15ª giornata | FSV Francoforte | 1 – 2 | Augusta |  |

| 15 novembre 1998, ore 14:30 CET 16ª giornata | FSV Francoforte | 2 – 1 | Weismain |  |

| 21 novembre 1998, ore 15:30 CET 17ª giornata | VfR Mannheim | 1 – 0 | FSV Francoforte |  |

#### Girone di ritorno
| 28 novembre 1998, ore 14:00 CET 18ª giornata | Neukirchen | 2 – 1 | FSV Francoforte |  |

| 5 dicembre 1998, ore 14:00 CET 19ª giornata | FSV Francoforte | 0 – 0 | Ditzingen |  |

| 25 febbraio 1999, ore 20:15 CET 20ª giornata | Kickers Offenbach | 2 – 1 | FSV Francoforte |  |

| 6 marzo 1999, ore 14:30 CET 21ª giornata | FSV Francoforte | 2 – 1 | Bayern Monaco II |  |

| 13 marzo 1999, ore 15:00 CET 22ª giornata | Reutlingen | 0 – 0 | FSV Francoforte |  |

| 21 marzo 1999, ore 15:00 CET 23ª giornata | FSV Francoforte | 2 – 3 | Wehen |  |

| 27 marzo 1999, ore 14:00 CET 24ª giornata | Wacker Burghausen | 2 – 0 | FSV Francoforte |  |

| 4 aprile 1999, ore 15:00 CEST 25ª giornata | FSV Francoforte | 3 – 1 | Schweinfurt 05 |  |

| 10 aprile 1999, ore 15:30 CEST 26ª giornata | Waldhof Mannheim | 6 – 0 | FSV Francoforte |  |

| 17 aprile 1999, ore 15:00 CEST 27ª giornata | FSV Francoforte | 1 – 0 | Pfullendorf |  |

| 24 aprile 1999, ore 15:00 CEST 28ª giornata | Stoccarda II | 1 – 2 | FSV Francoforte |  |

| 1º maggio 1999, ore 14:30 CEST 29ª giornata | FSV Francoforte | 3 – 1 | Borussia Fulda |  |

| Arbitro: | Frey |

|              |           |  |
| Schlüter 89’ | Marcatori |  |

| Arbitro: | Salver |

|                                           |           |           |
| Boehnke 44’ Pereira 52’ Rüppel 82’ (rig.) | Marcatori | 69’ Römer |

| Arbitro: | Bicheler |

|  |           |             |
|  | Marcatori | 45’ Boehnke |

| Arbitro: | Kircher |

|                    |           |              |
| Klaus 81’ Vida 89’ | Marcatori | 87’ Giuliana |

| Arbitro: | Fleischer |

|                                                 |           |  |
| Klein 3’ Gaubatz 52’, 62’ Rüppel 72’ Hennig 80’ | Marcatori |  |

## Statistiche

### Statistiche di squadra
| Competizione     | Punti | In casa | In casa | In casa | In casa | In casa | In casa | In trasferta | In trasferta | In trasferta | In trasferta | In trasferta | In trasferta | Totale | Totale | Totale | Totale | Totale | Totale | DR  |
| Competizione     | Punti | G       | V       | N       | P       | Gf      | Gs      | G            | V            | N            | P            | Gf           | Gs           | G      | V      | N      | P      | Gf     | Gs     | DR  |
| ---------------- | ----- | ------- | ------- | ------- | ------- | ------- | ------- | ------------ | ------------ | ------------ | ------------ | ------------ | ------------ | ------ | ------ | ------ | ------ | ------ | ------ | --- |
| Regionalliga sud | 38    | 17      | 9       | 3       | 5       | 32      | 21      | 17           | 2            | 2            | 13           | 13           | 41           | 34     | 11     | 5      | 18     | 45     | 62     | -17 |
| Totale           | 38    | 17      | 9       | 3       | 5       | 32      | 21      | 17           | 2            | 2            | 13           | 13           | 41           | 34     | 11     | 5      | 18     | 45     | 62     | -17 |

### Andamento in campionato
| Giornata  | 1 | 2  | 3  | 4  | 5  | 6  | 7  | 8  | 9  | 10 | 11 | 12 | 13 | 14 | 15 | 16 | 17 | 18 | 19 | 20 | 21 | 22 | 23 | 24 | 25 | 26 | 27 | 28 | 29 | 30 | 31 | 32 | 33 | 34 |
| --------- | - | -- | -- | -- | -- | -- | -- | -- | -- | -- | -- | -- | -- | -- | -- | -- | -- | -- | -- | -- | -- | -- | -- | -- | -- | -- | -- | -- | -- | -- | -- | -- | -- | -- |
| Luogo     | C | T  | C  | T  | C  | T  | C  | T  | C  | T  | C  | T  | C  | T  | C  | C  | T  | T  | C  | T  | C  | T  | C  | T  | C  | T  | C  | T  | C  | T  | C  | T  | T  | C  |
| Risultato | V | P  | P  | P  | N  | P  | P  | P  | P  | P  | N  | P  | V  | N  | P  | V  | P  | P  | N  | P  | V  | N  | P  | P  | V  | P  | V  | V  | V  | P  | V  | V  | P  | V  |
| Posizione | 2 | 10 | 12 | 16 | 17 | 17 | 18 | 18 | 18 | 18 | 18 | 18 | 18 | 18 | 18 | 18 | 18 | 18 | 18 | 18 | 18 | 18 | 18 | 18 | 18 | 18 | 17 | 17 | 16 | 17 | 16 | 16 | 16 | 15 |

Legenda:

Luogo: C = Casa; T = Trasferta. Risultato: V = Vittoria; N = Pareggio; P = Sconfitta.

### Statistiche dei giocatori
| M. Aberkane    | 2 | 0 | 0 | 0 |
| M. Bangert     | 1 | 0 | 0 | 0 |
| J. Boehnke     | 5 | 2 | 0 | 0 |
| A. Castellino  | 3 | 0 | 0 | 0 |
| E. Costa       | 5 | 0 | 2 | 0 |
| C. Donga       | 2 | 0 | 0 | 0 |
| M. Gaubatz     | 5 | 2 | 0 | 0 |
| E. Giuliana    | 2 | 1 | 0 | 0 |
| R. Glasenhardt | 7 | 0 | 0 | 0 |
| F. Grimm       | 2 | 0 | 0 | 0 |
| C. Hennig      | 5 | 1 | 0 | 0 |
| J. Hoffelner   | 0 | 0 | 0 | 0 |
| D. Jakicevic   | 2 | 0 | 0 | 0 |
| M. Kabaca      | 5 | 0 | 1 | 0 |
| M. Klein       | 4 | 1 | 0 | 0 |
| R. Levy        | 2 | 0 | 0 | 0 |
| D. Ludwig      | 2 | 2 | 0 | 0 |
| Y. Mokhtari    | 7 | 1 | 2 | 0 |
| R. Nagy        | 5 | 0 | 0 | 0 |
| K. Park        | 0 | 0 | 0 | 0 |
| M. Pereira     | 6 | 1 | 0 | 0 |
| D. Roth        | 2 | 0 | 0 | 0 |
| A. Rüppel      | 7 | 2 | 2 | 0 |
| O. Schlögl     | 2 | 0 | 0 | 0 |
| S. Scholl      | 2 | 0 | 0 | 0 |
| T. Timmermann  | 5 | 0 | 1 | 0 |
| Z. Vasiljević  | 3 | 0 | 0 | 0 |
| R. Weimer      | 2 | 0 | 0 | 0 |